# Simonyi Zsigmond
Simonyi Zsigmond, születési nevén Steiner Zsigmond (Veszprém, 1853. január 1. – Budapest, 1919. november 22.)  nyelvtudós, egyetemi tanár, eszperantista, a Magyar Tudományos Akadémia tagja. Simonyi Jenő földrajzi szakíró, tanár bátyja.

## Élete

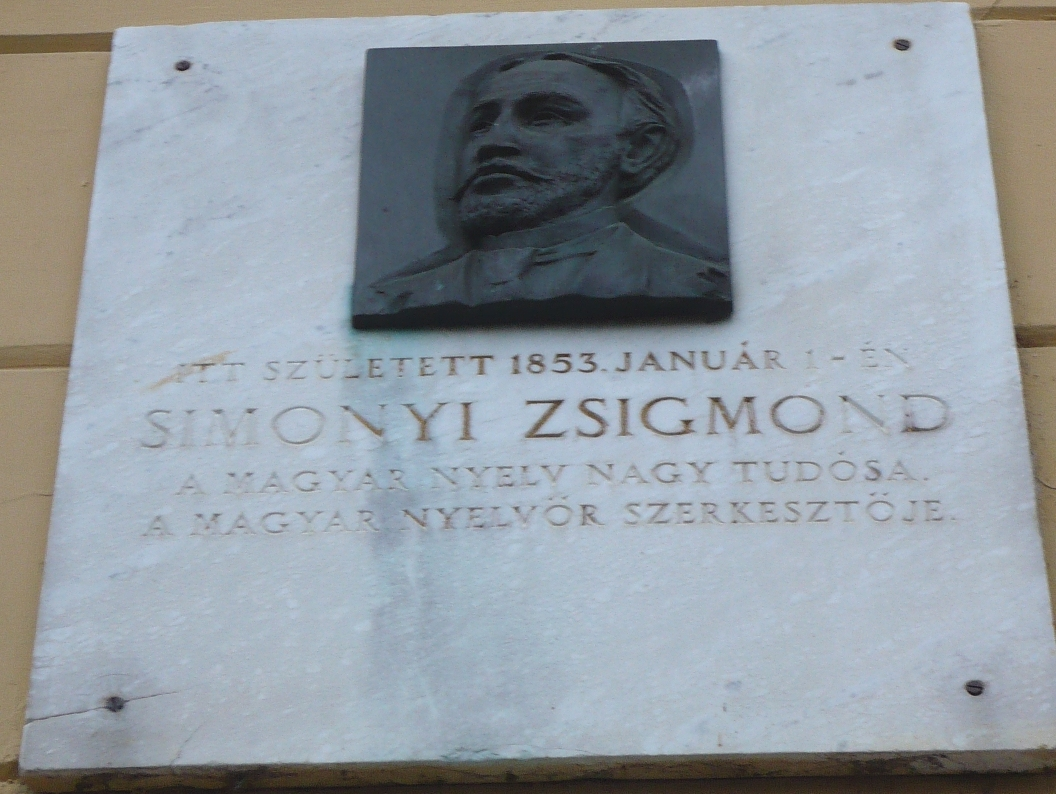
Emléktábla Veszprémben, Simonyi Zsigmond szülőházán

Steiner Simon kereskedő és Menzel Netti fiaként született. Budapesten, Lipcsében, Berlinben, majd Párizsban folytatott egyetemi tanulmányokat. Hazatérve 1877-ben Budapesten egyetemi magántanár, 1878-tól az Országos Rabbiképző Intézet tanára, ugyanettől az évtől rendkívüli egyetemi tanár, 1889-től rendes egyetemi tanár a budapesti egyetemen. 1895-től a Magyar Nyelvőr, majd 1903-tól a Nyelvészeti Füzetek szerkesztője. Balassa József segítségével német–magyar szótárt szerkesztett. A Tanácsköztársaság után politikai nézetei miatt üldözték, ez lelkileg teljesen összeroppantotta.

## Magánélete
Házastársa Becher Paulina volt, Becher Jakab tanító és Weiszmayer Sarolta lánya, akit 1882. június 11-én Budapesten vett nőül.
Fia Simonyi Károly Gábor (1883–1927) mérnök.

## Munkássága
Simonyi Zsigmond a 19-20. század fordulójának legnagyobb hatású magyar nyelvtudósa. Egyfelől ízig-vérig a 19. századi történeti nyelvészet folytatója volt, aki minden nyelvtudományi munkától elvárta a nyelv történeti szemléletét – ezt jól mutatja, hogy az általa máskülönben nagyra tartott Brassai Sámuelt is a történetietlenség vádjával illette, akinek magyar mondattani értekezései inkább általános nyelvészeti, mintsem magyar nyelvtörténeti szempontokon alapultak. Másfelől viszont Simonyi a hagyomány sokirányú, tevékeny megújítója is volt a magyar nyelvészet módszertanának korszerűsítésével, kora beszélt nyelve iránti fokozott érdeklődésével, mondattani súlypontú tanulmányaival, valamint szerteágazó oktatói, kutatói, tudományszervezői és tudományos ismeretterjesztői munkájával. Szathmári István találó szavaival élve „a legnagyobb érdeme […] minden bizonnyal az volt, hogy a Budenz József által létrehozott hazai finnugor nyelvtudomány mellett – mintegy a szükségletet reálisan felismerve – megalapozta az immár az anyanyelvünket vizsgáló és középpontba állító magyar nyelvészetet”.
A magyar nyelvészet megújításához szükséges ismereteket több egyetemre kiterjedő egyetemi tanulmányai során (Budapest, Lipcse, Berlin, Párizs) szerezte meg. Az 1874-75-ös tanévben Lipcsében tanult, éppen akkor, amikor ott a „Lipcsei iskolának” is nevezett újgrammatikus irányzat kibontakozott. Hazatérve vezető szerepet vállalt a legkorszerűbb nyelvészeti alapelvek és módszerek meghonosításában, továbbá az iskolai oktatás megújításában, a tudományos ismeretterjesztésben is. A korabeli közönséget érdeklő és akkoriban a nyelvészet tárgyköréhez szorosan kapcsolódó nyelvhelyességi kérdésekben mindig józan, a változó nyelvhasználati szokásokat figyelembe vevő iránymutatást adott – például rámutatott, hogy hasztalan küzdeni az ikes ragozás visszaszorulása ellen. Munkájának máig ható gyakorlati eredménye a magyar helyesírás egyszerűsítése, amelyben döntő szerepet játszott. 1903-ban a vallás- és közoktatásügyi miniszter megbízásából elkészítette az új iskolai helyesírást, amelyet csaknem az egész irodalmi élet is elfogadott, és később, már halála után alapja lett az új akadémiai helyesírásnak. 
Munkáinak újgrammatikus vonása a szigorúan történeti megközelítés, ugyanakkor az ismerttől az ismeretlen felé való haladás, a pozitivista szemléletnek megfelelően szilárd tényeken és szigorú módszereken alapuló, bizonyítható állításokra való törekvés. Kutatásainak így fő kiindulópontja, sőt gyakran fókusza is a jelenkori élőbeszéd, és elemzései nagy mennyiségű, gondosan dokumentált nyelvi adaton alapulnak. A rendszer leírását a nyelv életének leírásához kapcsolta, és a nyelvjárásokon túl rokon nyelvekre, kontaktushatásokra is kiterjedő kontextust rajzolt meg a nyelvi változás és változatosság bemutatásához. A nyelvet az „emberi lélek nyilatkozásaként” vizsgálta, csodálta, és képzettársítások formájában létező tudásként közelítette meg. A nyelvben mindenütt az analógia uralmát látta, egyszerre ismerve fel ebben megőrző és újító erőt: mint írta, „a hagyományban is az analógia működik, s ami a mi beszédünkben apáinkéval egyezik, az is egyúttal saját teremtésünk, azt is újonnan alkottuk néhány eltanult tipikus alak mintájára”.
Figyelme középpontjában a mondattan állt – Brassai Sámuel és Kármán Mór hatására a mondat funkcionális elsőbbségét hirdette a szóval szemben. Ezzel meg is haladta a (jobbára szó-, morféma- és hangtörténeti érdeklődésű) korabeli német újgrammatikus iskolát. Jelentősek a határozókról, kötőszókról, jelzőkről írt tanulmányai. Kezdeményező szerepe volt az általa a nyelvtan szerves részeként szemlélt jelentéstan területén is. 
1918-ban a Nemzetközi Nyelv Propaganda Bizottságának elnökhelyettesévé választották. Az 1919-es év elején az eszperantó nyelv egyetemi oktatásának bevezetésén dolgozott, melynek eredményeként 1919 júliusában Budapesten megalakult a Nemzetközi Nyelvi Intézet. 
Számos maradandó, máig alapműnek számító munkája közé tartozik a Magyar nyelvtörténeti szótár (Szarvas Gáborral, 1890) és a Tüzetes magyar nyelvtan történeti alapon (Balassa Józseffel, 1895).  

## Főbb művei
Forrás: a „Vár Ucca 17” folyóirat cikke alapján.
- Népdalok (Magyar Nyelvőr 1: 227–228; 1872)
- Gyermekversikék (Magyar Nyelvőr 4: 143; 1875)
- Müller Miksa újabb fölolvasásai a nyelvtudományról. Ford. Simonyi Zsigmond. (Budapest, MTA, 1876)
- Antibarbarus (Budapest, Eggenberger-féle könyvkereskedés, 1879)
- A "Halotti beszéd" sajátosságai (Magyar Nyelvőr 9: 145–149; 1880)
- A Nyelvtörténeti Szótár mutatványíve (Magyar Nyelvőr 9: 420–423; 1880)
- A magyar kötőszók, egyúttal az összetett mondat elmélete. (Budapest, MTA, 1881)
- A jelentéstan alapvonalai : az alakokban kifejezett jelentések. (Budapest, MTA, 1881)
- Az analogia hatásairól főleg a szóképzésben. (Budapest, MTA, 1881)
- A magyar szótők: általános rész. (Budapest, MTA, 1888)
- A nyelvújítás történetéhez. (Budapest, Franklin Társulat, 1888)
- A magyar határozók. (Budapest, MTA, 1888)
- A magyar nyelv. 1. köt. A magyar nyelv élete. 2. köt. A magyar nyelv szerkezete. (Budapest, MTA, 1889)
- Magyar nyelvtörténeti szótár : a legrégibb nyelvemlékektől a nyelvújításig. Szarvas Gáborral. (Budapest, Hornyánszky, 1890)
- Kombináló szóalkotás. (Budapest, MTA, 1890)
- A nyelvujítás és az idegenszerűségek. (Budapest, MTA, 1891)
- Tüzetes magyar nyelvtan történeti alapon I. Magyar hangtan és alaktan. Balassa Józseffel. (Budapest, MTA, 1895). Újabb kiadása: Budapest, Tinta Könyvkiadó, 2020. ISBN 9789634092735[17]
- Német és magyar szólások (Budapest, Franklin Társulat, 1896)
- Tréfás népmesék és adomák (Nyelvészeti Füzetek 4., Budapest, 1902)
- A magyar szórend (Nyelvészeti Füzetek 1., Budapest, 1903)
- Az új helyesírás : a VKM 1903. március 14-én...kelt rendeletével kiadott magyar iskolai helyesírás szövege és magyarázata bővített szójegyzékkel (Nyelvészeti Füzetek 5., Budapest, 1903)
- Helyes magyarság (Nyelvészeti Füzetek 8., Budapest, 1903)
- Elvonás (Elemző szóalkotás) (Nyelvészeti Füzetek 11., Budapest, 1904)
- A nyelvtörténeti szótárról I. (Nyelvészeti Füzetek 15., Budapest, 1905)
- Az ikes ragozás története (Nyelvészeti Füzetek 28., Budapest, 1906)
- Isten-adta (Magyar Nyelvőr 36: 193–205, 264–271; 1907)
- Igenévi szerkezetek (Nyelvészeti Füzetek 47., Budapest, 1907)
- Jó magyarság.  A magyaros írásmód szabályai (Szentgotthárd, Wellisch Béla, é. n.)
- A jelzők mondattana: nyelvtörténeti tanulmány. (Budapest, MTA, 1913)
- Helyes magyarság (Budapest, Singer és Wolfner kiadása, 1914)
- A magyar irodalom története 1900-ig[18] (Ferenczi Zoltán szerkesztése mellett írák: Simonyi Zsigmond, Pintér Jenő, Kardos Albert, Endrődi Sándor és Ferenczi Zoltán. Budapest, Athenaeum, 1913)
- Jelentéstani szempontok. Értekezések a nyelv- és széptudományok köréből (23. 3). (Budapest, MTA, 1916)

## Emlékezete
- Rubinyi Mózes: Simonyi Zsigmond helye a magyar nyelvtudomány történetében (Budapest, MTA, 1949)
- Klemm Imre: Simonyi Zsigmond mondattani munkásságának értékelése és hatása (Az MTA Nyelv- és Irodalomtudományi Osztályának közleményei 5: 483–502; 1954)
- Nagy J. Béla: Simonyi Zsigmond nyelvművelő munkássága (Az MTA Nyelv- és Irodalomtudományi Osztályának közleményei 5: 503–520; 1954)
- Tompa József: Simonyi Zsigmond mint tankönyvíró (Az MTA Nyelv- és Irodalomtudományi Osztályának közleményei 5: 521–540; 1954)
- Prohászka János: Egy tragikus sorsú nyelvtudós emlékezete (Magyar Nemzet, 1963. március 29. (74. sz.)
- Tompa József: Simonyi Zsigmond. A múlt magyar tudósai. Akadémiai Kiadó, Budapest, 1975.
- Az ő nevét viseli az 1997 óta évente megrendezett Simonyi Zsigmond helyesírási verseny. Szülővárosában általános iskolát neveztek el róla, valamint szülőházán egy emléktáblát is elhelyeztek tiszteletére.

## Galéria

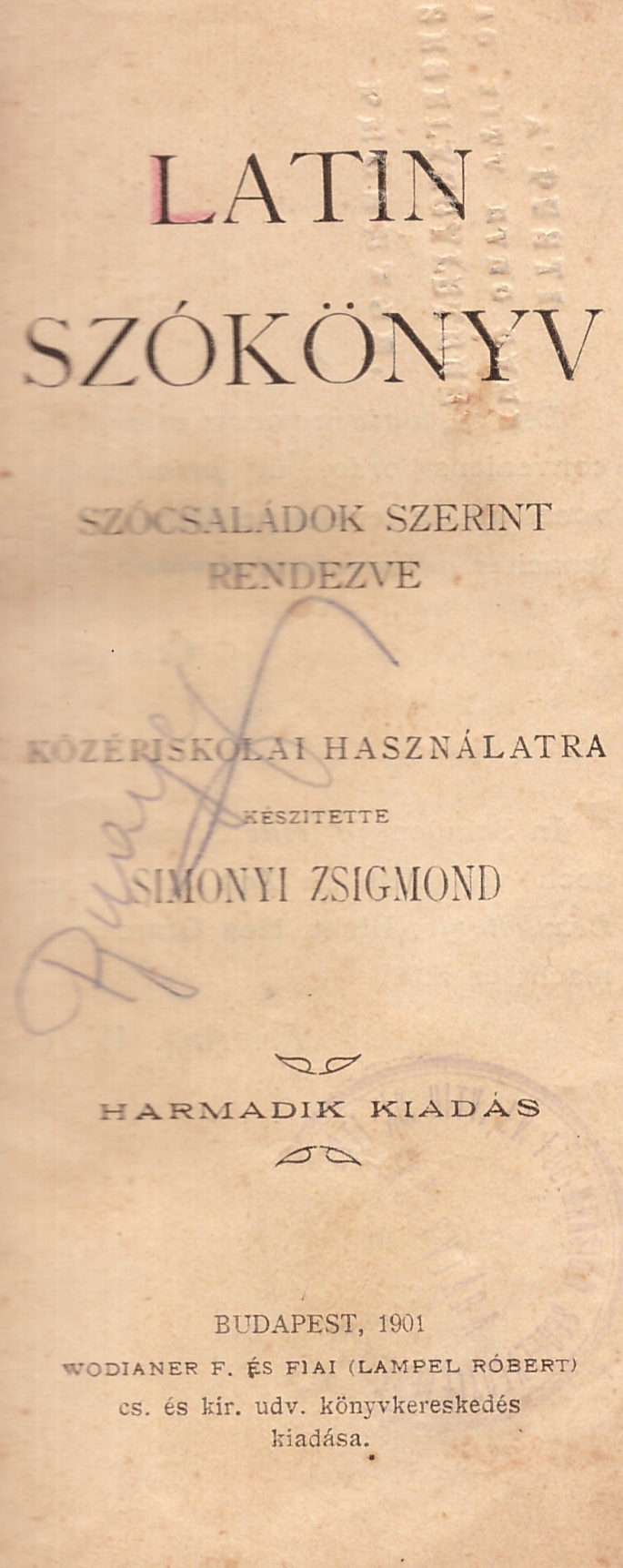
Latin szókönyv (1901)
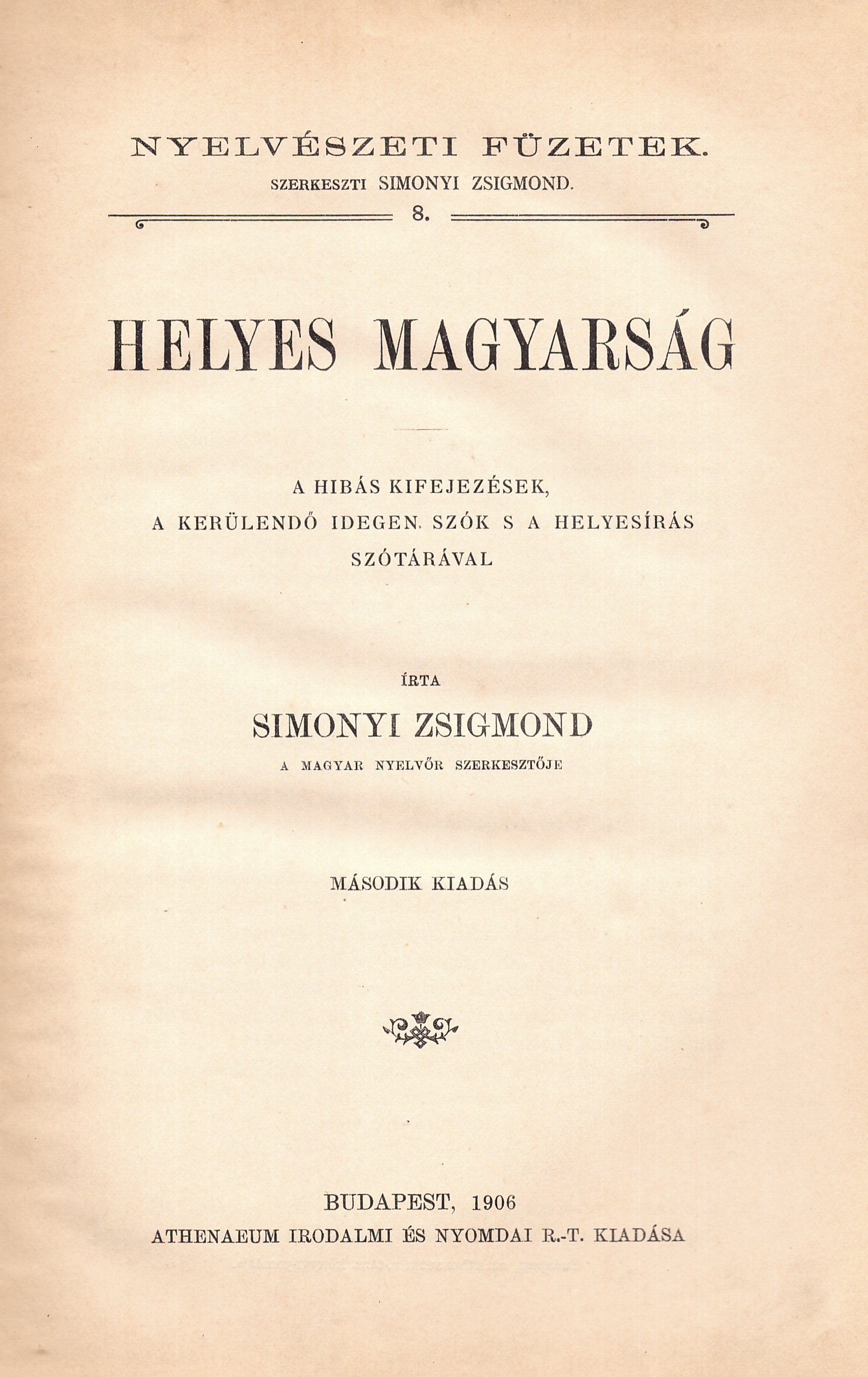
Helyes magyarság (1906-os második kiadás)
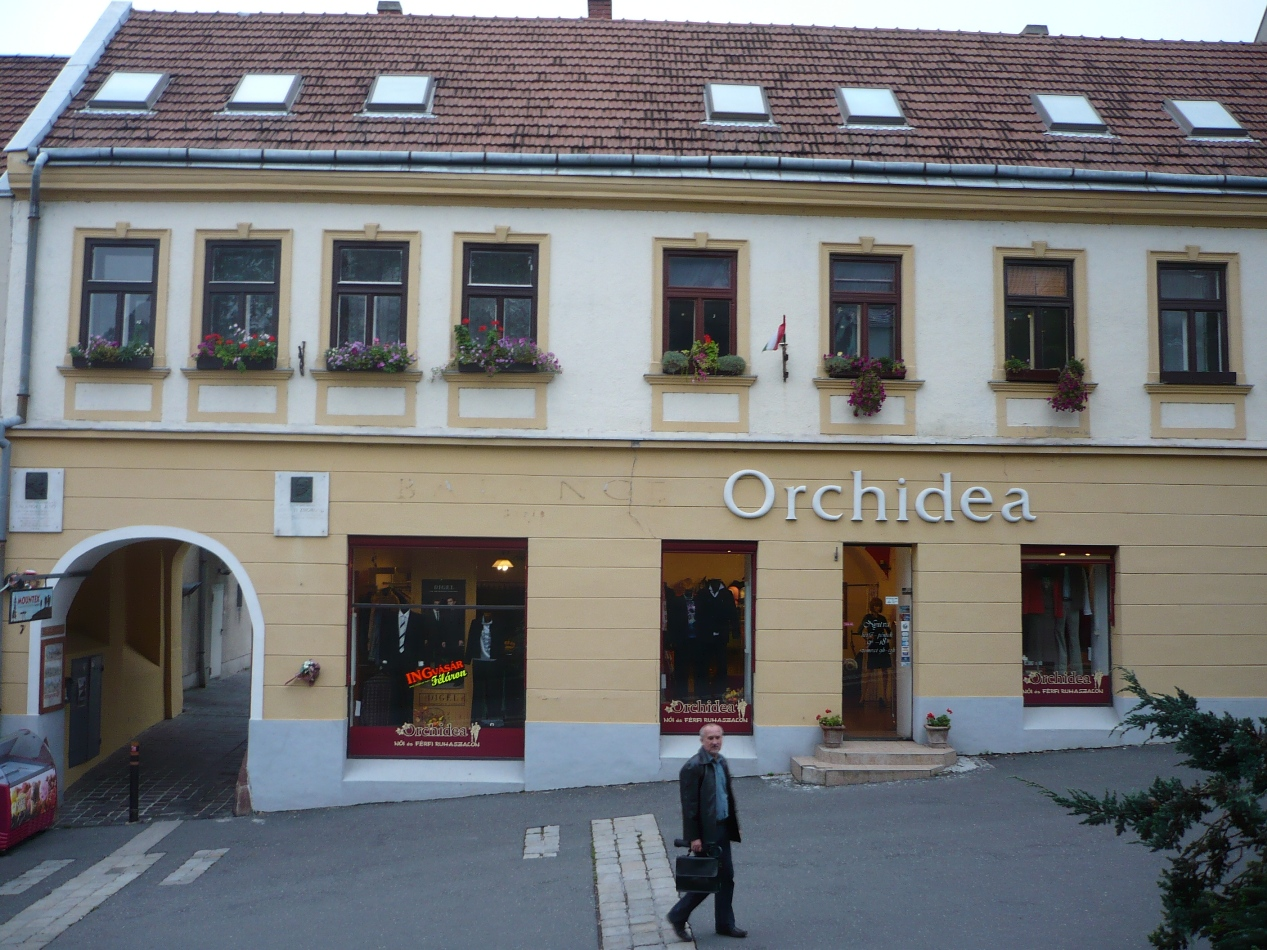
Veszprém, Kossuth utca 7. – Simonyi Zsigmond szülőháza